# Ådalspriset
Ådalspriset är ett årligt travlopp på Dannero travbana norr om Kramfors. Loppet körs över medeldistansen 2 140 meter med autostart (bilstart) och treåriga varmblodiga travhästar kan delta. Tävlingen har gått av stapeln sedan 1965 och är Danneros största lopp för varmblod.
Ådalspriset körs sedan 2014 i augusti varje år, då även Svenskt Kallblodskriterium och Kriteriestoet körs.
Det finns en annan tävling med liknande namn, Lilla Ådalspriset (eller Mini Ådalspriset), som arrangeras av Danneros ponnytravklubb och är en tävling inom Norrlands Ponnyelitserie (ponnytrav) vilken körs under september.

## Segrare
| År   | Häst              | Kusk              | Tränare             | Tid     | Odds  |
| ---- | ----------------- | ----------------- | ------------------- | ------- | ----- |
| 2024 | Kentucky River    | Örjan Kihlström   | Daniel Redén        | 1.11,0a | 1,43  |
| 2023 | Axel Ruda         | Ulf Ohlsson       | Pär Ländin          | 1.11,8a | 6,06  |
| 2022 | Esprit Sisu       | Daniel Wäjersten  | Daniel Wäjersten    | 1.12,5a | 1,42  |
| 2021 | Hail Mary         | Robert Bergh      | Robert Bergh        | 1.12,3a | 1,36  |
| 2020 | From The Mine     | Magnus A. Djuse   | Catarina Norqvist   | 1.12,9a | 3,28  |
| 2019 | Elian Web         | Jorma Kontio      | Katja Melkko        | 1.12,1a | 3,14  |
| 2018 | Montdore          | Robert Bergh      | Robert Bergh        | 1.12,2a | 5,73  |
| 2017 | Nadal Broline     | Ulf Ohlsson       | Reijo Liljendahl    | 1.12,8a | 1,20  |
| 2016 | Charrua Forlan    | Hans-Owe Sundberg | Hans-Owe Sundberg   | 1.12,9a | 6,51  |
| 2015 | Nahar             | Robert Bergh      | Robert Bergh        | 1.12,0a | 2,75  |
| 2014 | Ed You            | Robert Bergh      | Robert Bergh        | 1.13,4a | 2,81  |
| 2013 | Outlaw Merci      | Toni Ylitalo      | Rainer Björkroth    | 1.12,9a | 7,67  |
| 2012 | Oracle            | Erik Adielsson    | Stefan Melander     | 1.13,4a | 4,13  |
| 2011 | Real de Rabut     | Robert Bergh      | Robert Bergh        | 1.13,7a | 1,40  |
| 2010 | Triton Sund       | Örjan Kihlström   | Stefan Hultman      | 1.11,9a | 1,35  |
| 2009 | Dig For Dollars   | Jim Oscarsson     | Jim Oscarsson       | 1.12,4a | 4,20  |
| 2008 | Triton Sund       | Örjan Kihlström   | Stefan Hultman      | 1.12,9a | 3,02  |
| 2007 | Persos Yankee     | Björn Goop        | Stig H Johansson    | 1.14,8a | 3,01  |
| 2006 | Super Light       | Jörgen Westholm   | Jörgen Westholm     | 1.14,5a | 6,88  |
| 2005 | Flying Herkules   | Tommy Hanné       | Tommy Hanné         | 1.14,0a | 4,68  |
| 2004 | Malabar Circle Ås | Torbjörn Jansson  | Svante Båth         | 1.14,0a | 4,45  |
| 2003 | Energetic         | Örjan Kihlström   | Stefan Hultman      | 1.14,8a | 1,86  |
| 2002 | Energetic         | Örjan Kihlström   | Stefan Hultman      | 1.13,7a | 8,16  |
| 2001 | Prince Apanage    | Bo Eklöf          | Lars-Åke Gustafsson | 1.13,7a | 17,43 |
| 2000 | Spader Madame     | Hans R Strömberg  | Åke Danielsson      | 1.15,1a | 5,01  |
| 1999 | Prince R.S.       | Ulf Ohlsson       | Lars-Åke Gustafsson | 1.15,3a | 5,17  |
| 1998 | Yankee Lo         | Håkan Skoglund    | Leif R Andersson    | 1.13,0a | 12,15 |
| 1997 | Isla J. Brave     | Aki Antti-Roiko   | Petri Klemola       | 1.15,1a | 2,37  |
| 1996 | Prince R.S.       | Ulf Ohlsson       | Lars-Åke Gustafsson | 1.14,9a | 32,75 |
| 1995 | Zoogin            | Åke Svanstedt     | Åke Svanstedt       | 1.13,5a | 1,29  |
| 1994 | Ina Scot          | Helen A Johansson | Kjell P Dahlström   | 1.13,5a | 1,66  |
| 1993 | Nordin Hanover    | Olle Goop         | Olle Goop           | 1.12,6a | 1,70  |
| 1992 | Somollison        | Björn Larsson     | Björn Larsson       | 1.14,0a | 3,17  |
| 1991 | Park Avenue Kathy | Göran E Johansson | Göran E Johansson   | 1.14,3a | 1,69  |
| 1990 | J.R.Broline       | Olle Goop         | Olle Goop           | 1.16,4a | 4,20  |
| 1989 | Oracle Suit       | Åke Svanstedt     | Åke Svanstedt       | 1.14,5a | 4,00  |
| 1988 | Mowgli Prophet    | Börje Öhman       | Börje Öhman         | 1.18,3a | 3,02  |
| 1987 | Big Spender       | Berth Johansson   | Berth Johansson     | 1.15,7a | 1,12  |
| 1986 | Emile             | Stig H Johansson  | Stig H Johansson    | 1.16,9a | 1,18  |
| 1985 | Inget lopp        | Inget lopp        | Inget lopp          | -       | -     |
| 1984 | Emir Bermon       | Jim Frick         | Jim Frick           | 1.15,8a | 6,05  |
| 1983 | Gissle            | Jan-Olov Persson  | Berth Johansson     | 1.16,2a | 19,79 |
| 1982 | Al Joe            | Berth Johansson   | Berth Johansson     | 1.16,3a | 1,99  |
| 1981 | Al Joe            | Berth Johansson   | Berth Johansson     | 1.17,0a | 1,43  |
| 1980 | Express Gaxe      | Gunnar Axelryd    | Gunnar Axelryd      | 1.17,1  | 1,97  |
| 1979 | Sugerbowl Hanover | Stig H Johansson  | Stig H Johansson    | 1.18,0  | 1,23  |
| 1978 | Song Key          | Berth Johansson   | Berth Johansson     | 1.17,2  | 15,19 |
| 1977 | Sunbeam R.        | Sven-Erik Landin  | Sven-Erik Landin    | 1.20,7a | 10,61 |
| 1976 | Dun Bunter        | Stig Lindmark     | Stig Lindmark       | 1.18,4a | 7,52  |